# Ray McKinnon
Ray McKinnon, född 15 november 1957 i Adel, Georgia, är en amerikansk skådespelare.
McKinnon har bland annat medverkat i filmerna News of the World, Le Mans '66 och The Continental: From the World of John Wick.

## Filmografi (i urval)
- 1989 – På väg med miss Daisy
- 1993 – Köplust
- 1995 – Nätet
- 2000 – O Brother, Where Art Thou?
- 2004 – Scarlett (TV-serie)
- 2007 – Randy and the Mob
- 2009 – The Blind Side
- 2011 – Sons of Anarchy (TV-serie)
- 2011 – Hick
- 2011 – Footloose (2011)
- 2012 – Mud
- 2019 – Le Mans '66
- 2020 – News of the World
- 2023 – The Continental: From the World of John Wick
- 2023 – Knox Goes Away